# Середник

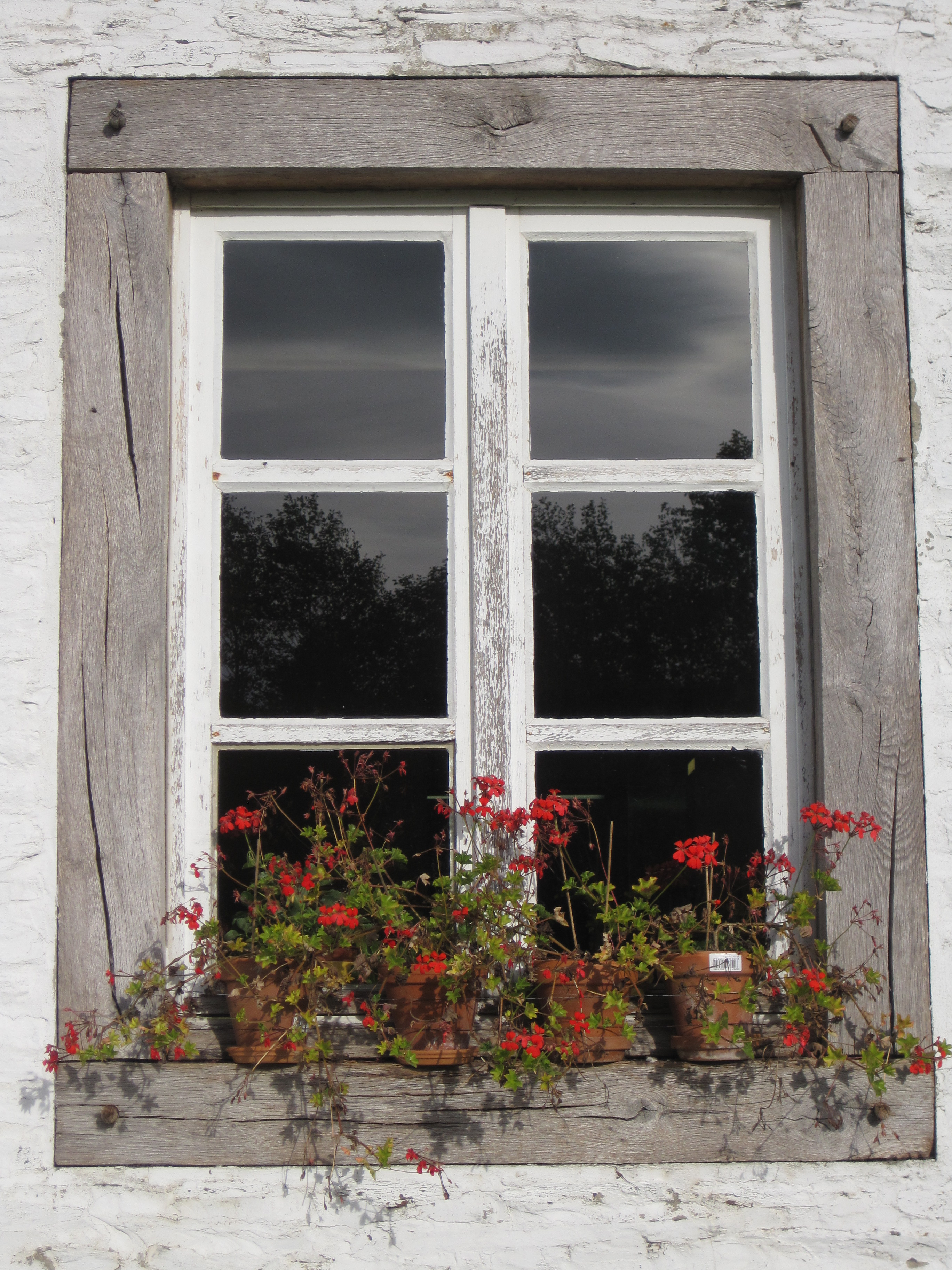
Вікно з одним вертикальним і двома горизонтальними середниками.

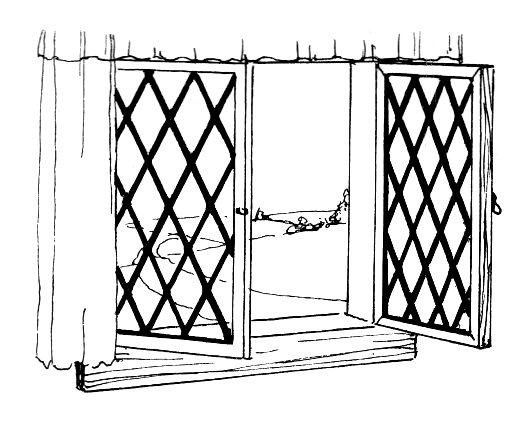
Розташовані по діагоналі середники (виділені чорним) поділяють ромбоподібні шибки.

Сере́дник, також перечка, імпост — деталь, що розділяє осклення віконної рами на частини, тобто окремі шибки (стулки). Зазвичай розташовується посередині рами. У дерев'яній рамі являє собою профільований дерев'яний брусок, залежно від матеріалу рами використовуються також пластикові та металеві середники.
Ширина середника змінювалася з часом, іноді доходячи до 3-3,5 сантиметрів. До обв'язки рами середник кріпиться за допомогою шипів. Середник застосовується архітекторами для індивідуалізації вікон і надання їм характеру; після появи листового скла, яка зробила середники в принципі необов'язковими, для зміни виду вікон застосовуються «фальшиві» середники-імітації.
Для виготовлення профільованих середників застосовуються спеціальні фрезерні верстати.